# Hadria hispaniola
Hadria hispaniola är en insektsart som först beskrevs av Dozier 1931.  Hadria hispaniola ingår i släktet Hadria och familjen dvärgstritar. Inga underarter finns listade i Catalogue of Life.